# 青い夏のエピローグ
「青い夏のエピローグ」（あおいなつのエピローグ）は、1983年7月7日に発売された堀ちえみの7枚目のシングル。

## 解説
- オリコンチャート上においては、週間最高順位7位、売上枚数は15.4万枚を記録している[1]。
- またTBS系『ザ・ベストテン』と日本テレビ系『ザ・ベストテン』にも、堀自身3曲目のランクインを果たした[2]。
- 1983年7月28日放送の『ザ・ベストテン』に第10位で初登場した際は、同じTBS系連続ドラマ『スチュワーデス物語』のヒロイン役として撮影中だった成田国際空港からの中継で、日本航空（JAL）の格納庫のジャンボジェットより、JALのスチュワーデスの衣装を着用して歌唱した[2]。
- サビの部分に振り付けのある時とない時場合がある。

## 収録曲
- 両楽曲共に、作詞：岩里祐穂／作曲：岩里未央

1. 青い夏のエピローグ（3分20秒）
編曲：萩田光雄
2. ザ・ベストワン（3分1秒）
編曲：鷺巣詩郎